# Louis-Gabriel Guillemain

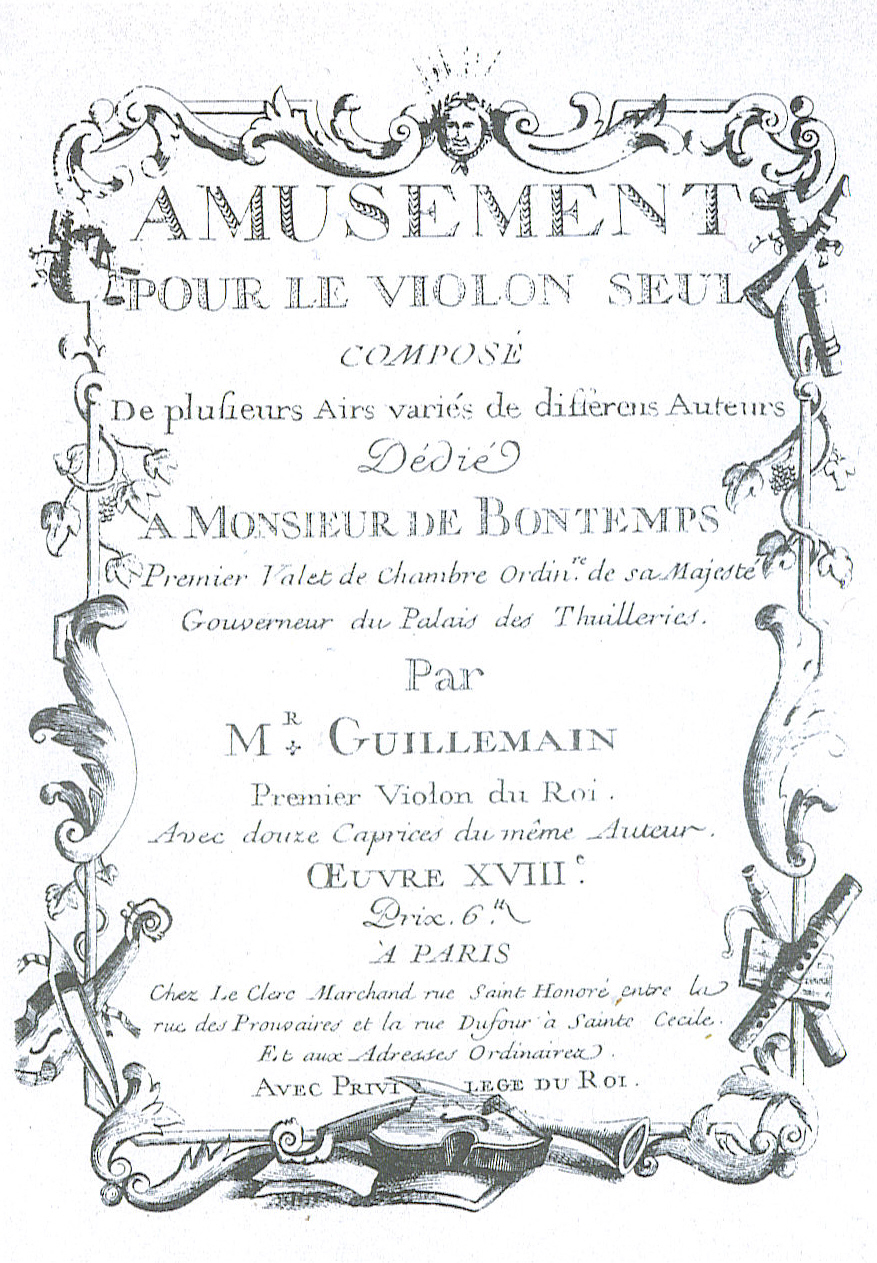
Portada de Amusement pour le violon seul Op.18 compuesto por Guillemain.

Louis-Gabriel Guillemain (París, 15 de noviembre de 1705-París, 1 de octubre de 1770) fue un compositor y violinista francés.

## Biografía
Debido al conde de Rochechouart, Guillemain aprendió violín. Para completar sus estudios de violín se fue a Italia. Fue alumno de Giovanni Battista Somis y Jean-Marie Leclair y tuvo puestos importantes en la corte real de Versalles.
En 1729 se convirtió en violinista de la ópera de Lyon y el 29 de marzo de 1734 fue nombrado primer violín en la Real Academia de Dijon. Se fue a París donde compuso una amplia gama de sonatas mientras seguía como violinista.
En 1757 se casó con Catherine Langlais y en 1759 entró al servicio del rey Luis XV como violinista. Sus últimas composiciones datan de 1762. En su camino a Versalles, se apuñaló a sí mismo con un cuchillo catorce veces y murió.
El también compositor francés Louis-Claude Daquin escribió de él:

Cuando uno habla de un hombre lleno de fuego, genio y vida, uno tiene que pensar en Monsieur Guillemain, Ordinaire de la Musique du Roi (músico nombrado por el Rey), es quizás el más extraordinario y hábil violinista que se puede oír tocar. No hay dificultades que no pueda solventar y puede componer piezas que a veces llegan a avergonzar a sus rivales. Entre los grandes maestros, este célebre artista es uno de los más productivos. Sus obras están llenas de belleza.
Lettre sur les hommes célebres (Carta sobre los hombres famosos)

## Composiciones principales
- 1734: Primer libro de sonatas para violín con Basso Continuo.
- 1739: Seis sonatas para dos violines sin Basso continuo.
- 1740: Seis sinfonías en el estilo italiano trío, Op. 6
- 1745: Clave sonatas con violín, Op. 13
- 1748: La Cabale un Livret sur de Saint-Foix, una comedia episódica, creada 11 de enero de 1749 en la Comédie-Italienne en París.
- 1752: Sinfonías en el nuevo estilo de concierto para musettes, vielles, flautas o Oboes, Op. 16
- 1762: Divertimento para violín solo (Op.18), acompañado de varios aires por diferentes compositores y 12 caprichos.